# سیارک ۲۰۴۸۷۳
سیارک ۲۰۴۸۷۳ (به انگلیسی: 204873 FAIR، نامگذاری:2007SW1) دویست و چهار هزار و هشتصد و هفتاد و سومین سیارک کشف شده‌است که در ۱۷ سپتامبر ۲۰۰۷ کشف شد.